# Dreier Landtag

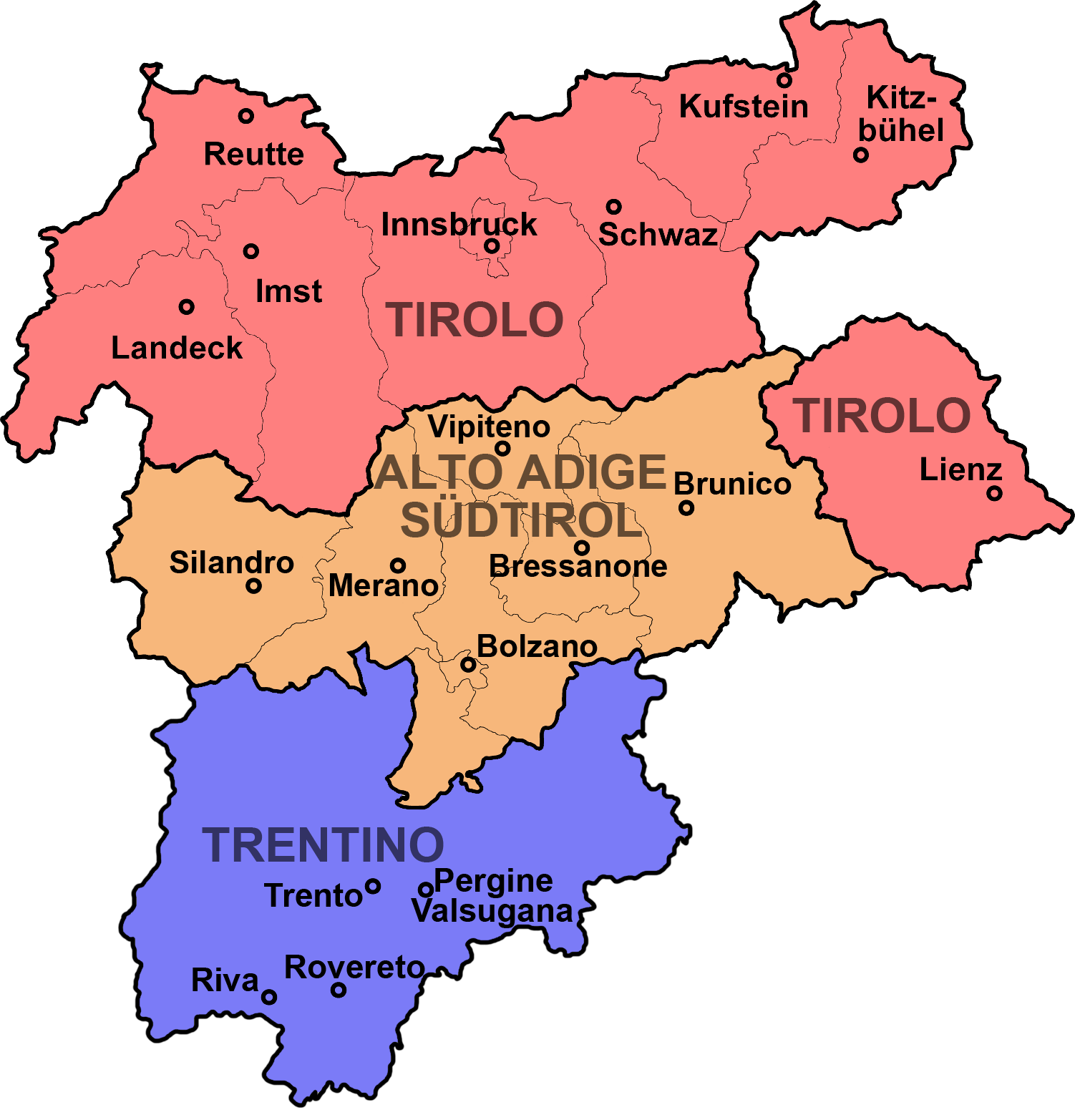
Le tre aree che compongono l'Euregio Tirolo-Alto Adige-Trentino:
- Tirolo
- Alto Adige
- Trentino

Il Dreier Landtag (dal tedesco: triplice parlamento) è la seduta congiunta delle assemblee legislative della Provincia autonoma di Bolzano, del Tirolo, della Provincia autonoma di Trento nonché del Vorarlberg in veste di osservatore. È istituita anche una commissione interregionale incaricata di preparare le assemblee congiunte.

## Storia
La necessità di effettuare delle sedute congiunte nasce negli anni sessanta quando il Land Tirol e l'Alto Adige-Südtirol temono una possibile perdita della propria identità territoriale dovuta alla loro separazione in differenti stati, all'immigrazione italiana ed ai rapidi processi di europeizzazione a seguito dell'istituzione delle Comunità Europee e al relativo Trattato di fusione. La prima seduta avviene il 19 giugno 1970 a Bolzano e da allora si riunirà annualmente fino al 1991, anno in cui il dibattito viene allargato anche a Trentino e Vorarlberg. Da allora riunioni si sono tenute, salvo eccezioni, in regola ogni due anni ed ospitate in territori differenti a rotazione.
Il Landtag del Vorarlberg partecipa dal 1996 solo in veste di osservatore ma conserva il diritto di chiedere di parteciparvi come membro ordinario.
A Merano nel 1998 vengono inoltre varati i regolamenti che sovrintendono le regole per le riunioni dell'assemblea congiunta e della commissione interregionale (una commissione ristretta che prepara gli atti e l'organizzazione dell'assemblea, istituita nel 1991).
Dal 2014 per i comuni di Livinallongo del Col di Lana, Colle Santa Lucia e Cortina d'Ampezzo e dal 2023 per i comuni di Valvestino, Magasa e Pedemonte, comuni già appartenenti al Tirolo storico, è possibile essere invitati ad inviare un rappresentante alla commissione interregionale per la discussione di mozioni di interesse per i loro territori.

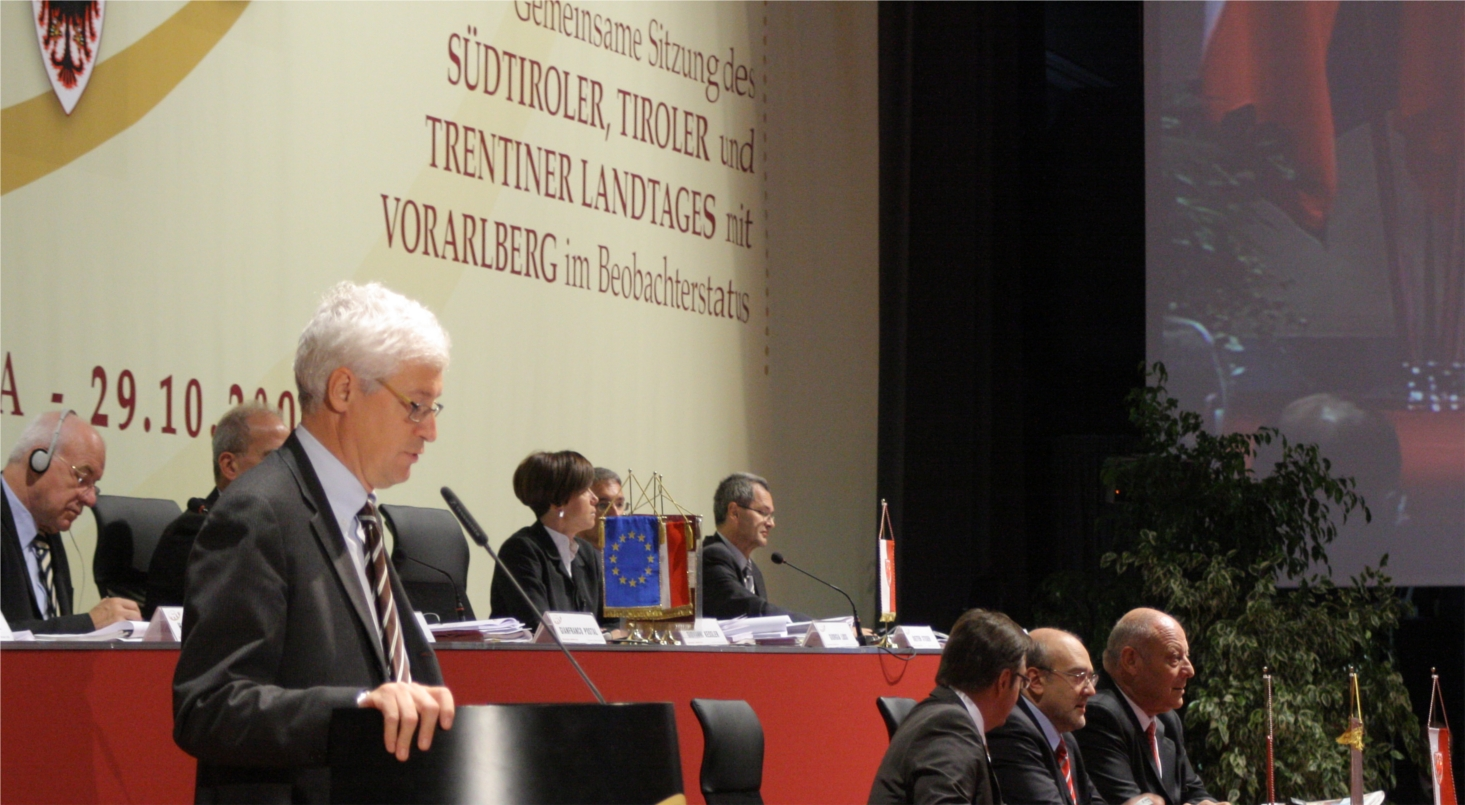
Giovanni Kessler apre i lavori del XIV Dreier Landtag. In secondo piano i presidenti Platter, Dellai e Durnwalder.

## Euregio Tirolo-Alto Adige-Trentino
La nascita del Dreier Landtag è finalizzata alla ricerca di una formula di cooperazione tranfrontaliera con il vicino Land del Tirolo e in un comune ripristino identitario delle popolazioni del Tirolo storico.
Questa formula si è trovata nel GECT, una particolare formula di personalità giuridica messa a punto dall'Unione europea che consente di adottare coordinamenti politici anche nel medio-lungo periodo.

## Le sedute
L'elenco delle sedute effettuate è il seguente:
- 21 maggio 1991 a Merano
- 2 giugno 1993 a Innsbruck
- 31 maggio 1996 a Riva del Garda (da questa seduta il Vorarlberg decide di ricoprire unicamente la veste di osservatore)
- 19 maggio 1998 a Merano
- 24 maggio 2000 a Innsbruck
- 29 maggio 2002 a Riva del Garda (seduta conclusa con una violenta discussione nata dalla richiesta di grazia della Union für Südtirol per i criminali sudtirolesi degli anni sessanta)
- 22 febbraio 2005 a Merano
- 18 aprile 2007 a Innsbruck
- 29 ottobre 2009 a Mezzocorona (nella quale è stato approvata all'unanimità la costituzione del GECT)
- 30 marzo 2011 a Merano
- 28 ottobre 2014 a Schwaz
- 20 e 21 aprile 2016 a Trento
- 16 ottobre 2019 a Merano
- 21 e 22 ottobre 2021 ad Alpbach
- 14 e 15 giugno 2023 a Riva del Garda
- 11 e 12 giugno 2025 a Merano